# Bicky Chakraborty
Barun Kumar 'Bicky' Chakraborty, född 28 augusti 1943 i Calcutta i Indien, död 26 augusti 2022 i Stockholm, var en svensk hotellägare och grundare av Elite Hotels of Sweden och The Bishop's Arms.

## Biografi
Chakraborty kom till Sverige 1966 för att studera vid Stockholms universitet. Han reagerade på att studentbostäderna stod tomma över sommaren och började driva studenthemmet Domus som ett lågprishotell för att hyra ut dessa, som var attraktivt belägna nära Stureplan i Stockholm. Chakraborty lyckades överta dessa fastigheter från studentföreningen i privat ägo och de blev grundplåten i hans hotellimperium.
Senare gick han över till att köpa nedslitna stadshotell och rusta upp dem. År 1980 köpte han Stora Hotellet i Örebro, ett anrikt stadshotell från 1858. Vid denna tid fanns det flera nedgångna stadshotell runt om i landet. Den svenska hotellbranschen var mest inriktad på motell i städernas utkanter. Chakraborty såg här möjligheten att återuppliva stadshotellstraditionen, men i modernare form. Han grundade och var vd för Elite Hotels of Sweden och pubkedjan The Bishop's Arms. Under en period var Bicky Chakrabortys hotellverksamhet den enda svenskägda hotellkedjan i Sverige.
År 2008 tilldelades Bicky Chakraborty Kungliga Patriotiska Sällskapets Näringslivsmedalj för att ha bidragit till att utveckla svenskt näringsliv. Samma år erhöll han även Albert Bonniers pris till Årets företagare. Chakraborty var ledamot i stiftelsen Högskolan i Jönköping.

### Familj
Chakraborty var gift med Ylva Lindberg, en halvsyster till Marianne Bernadotte. Efter "Bickys" bortgång så har dottern Caroline Chakraborty tagit över ägandet av kedjan.

## Utmärkelser
- 2003 – Årets entreprenör, vinnare region Stockholm, Ernst & Young[7]
- 2006 – FöreningsSparbankens Företagarpris[7]
- 2008 – Albert Bonniers pris till Årets företagare[7]
- 2008 – Pravasi Bharatiya, Indiska presidentens medalj för förtjänstfulla insatser utförda utomlands[10]
- 2008 – Kungliga Patriotiska sällskapets näringslivsmedalj[11]
- 2012 – Hans Majestät Konungens medalj i tolfte storleken[12]